# Johann Christian Brand

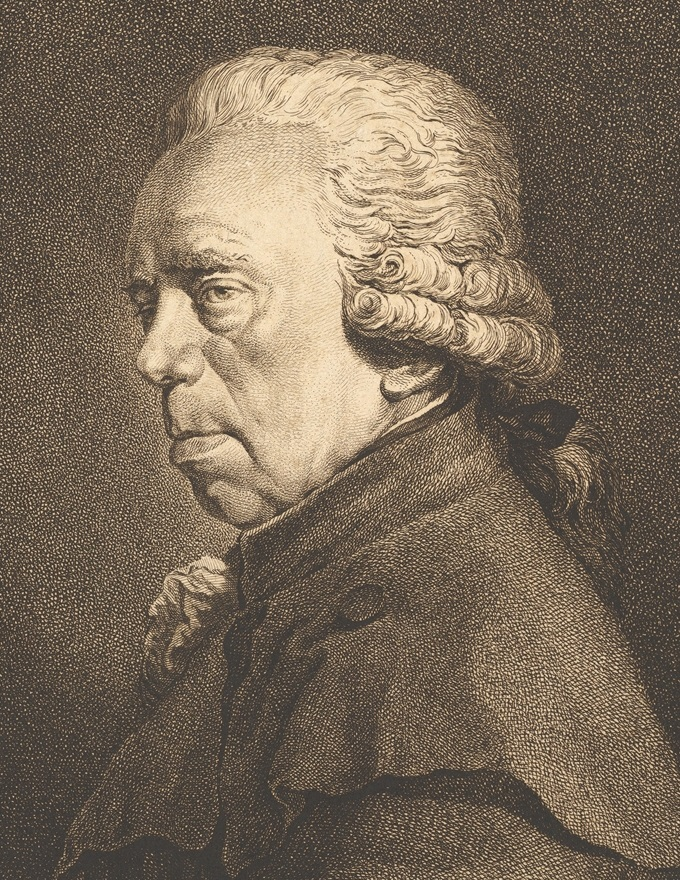
Ritratto di Johann Christian Brand da Adam Bartsch (1793)

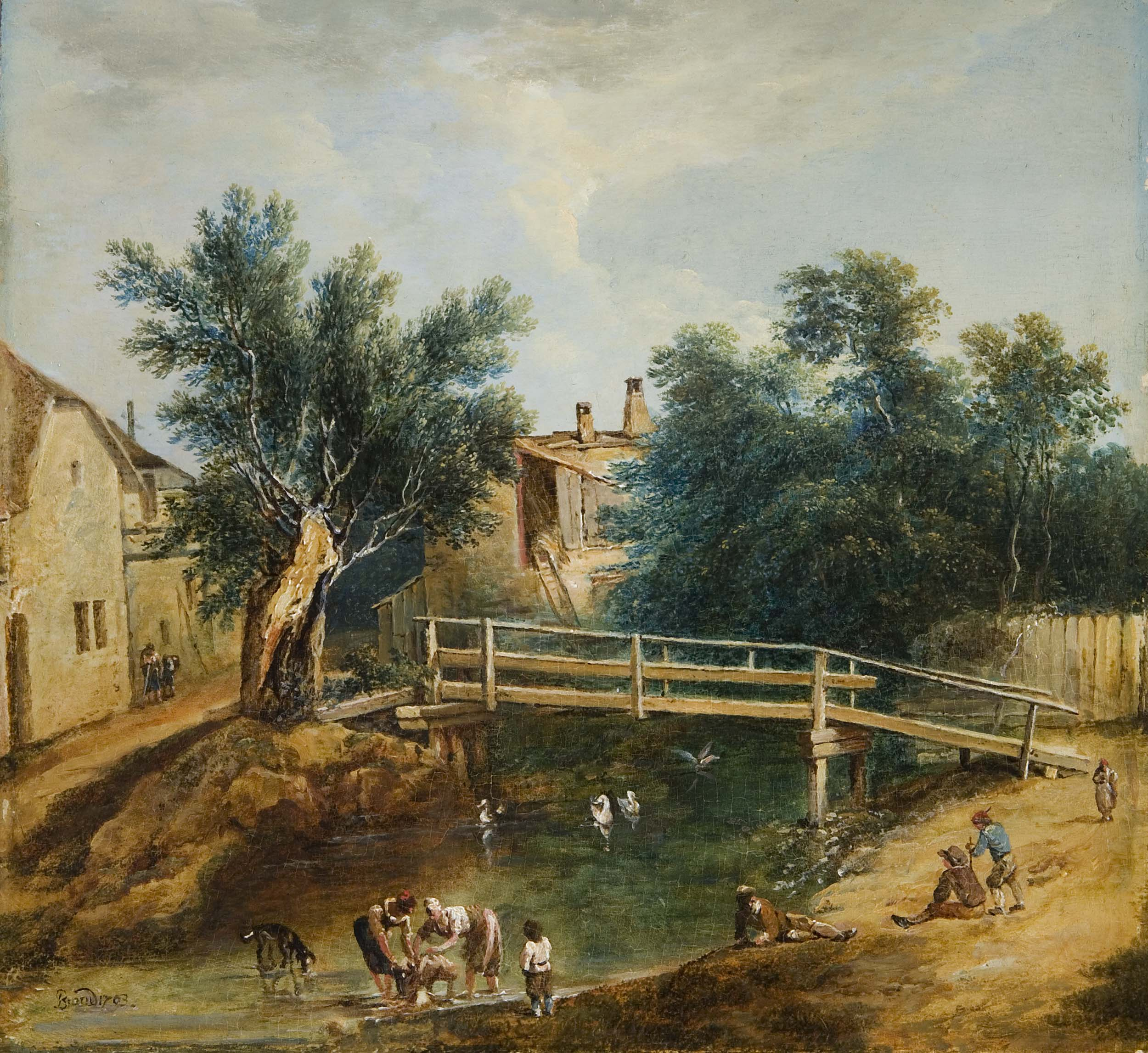
Paesaggio fluviale lungo il Mödlingbach discendente dalla Selva Viennese (1763)

Johann Christian Brand, o Brandt o Prandt (Vienna, 6 marzo 1722 – Vienna, 12 giugno 1795), è stato un pittore e incisore austriaco di origine tedesca, specializzato in pittura paesaggistica.

## Biografia
Studiò inizialmente col padre Christian Hilfgott Brand, pittore paesaggista proveniente dalla Germania e giunto a Vienna intorno al 1720.
Nel 1736 o nel 1740 divenne allievo all'Akademie der Bildenden Künste a Vienna. Nel 1751 si trasferì in Ungheria, dove rimase fino al 1756 al servizio di Nicola VIII, Graf Palffly, presso la sua tenuta ungherese ed anche a Bratislava.

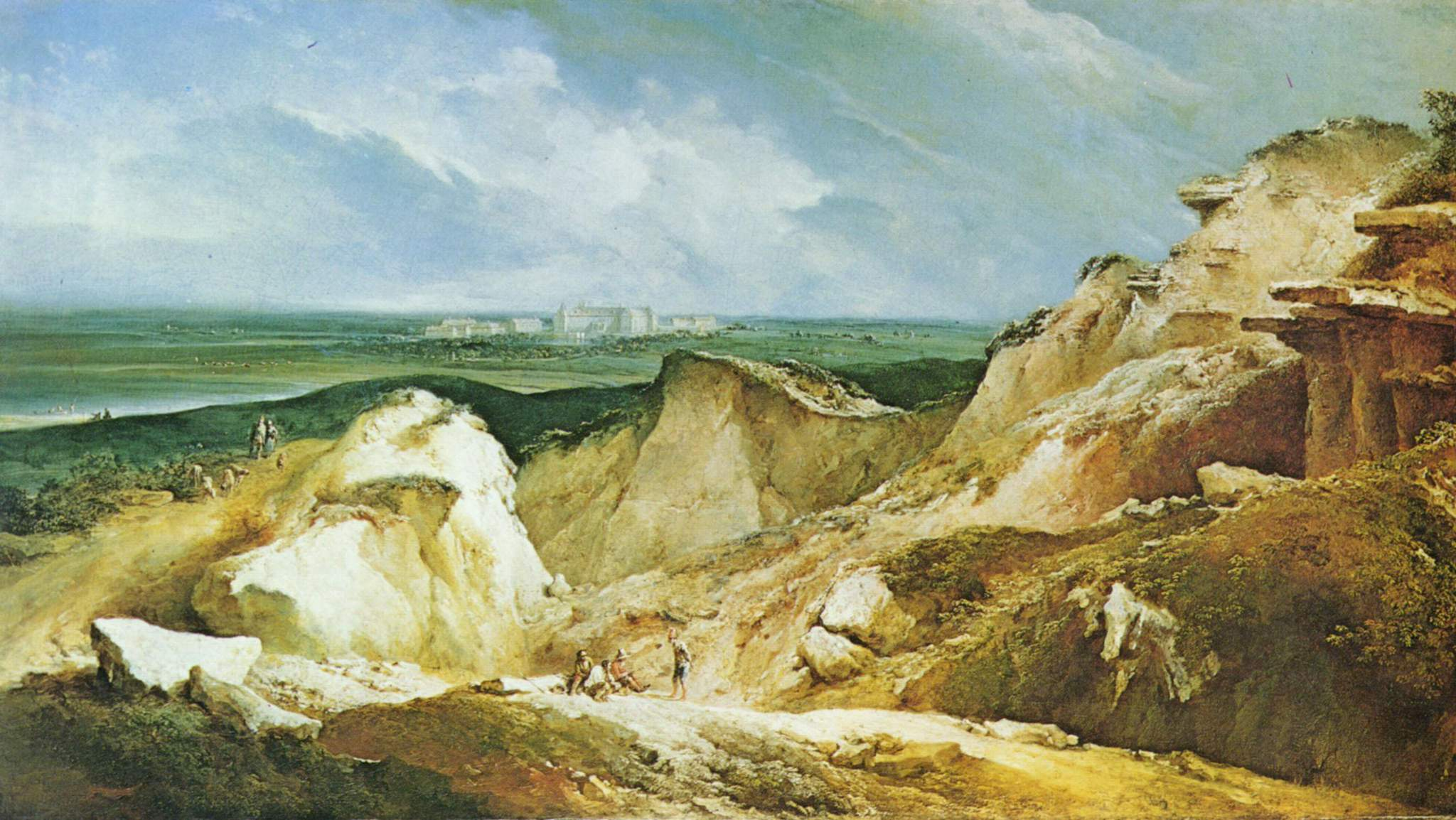
La cava di sabbia (1744)

Nel 1766 fu nominato pittore di corte a Vienna e tre anni più tardi entrò all'Akademie der Bildenden Künste, divenendone un professore nel 1771.

## Profilo artistico
Brand fu principalmente un pittore paesaggista. Dipinse numerosi paesaggi ideali di piccole dimensioni definiti sempre in base allo stesso schema: una strada o un fiume che determinano lo spazio attraversandolo e scorrendo verso l'orizzonte, lo sfondo dato dagli alberi, la presenza di figure ed animali delineati con colori caldi , l'ergersi di antiche rovine. Eseguì inoltre anche paesaggi come copia dal vero, come in Il Danubio presso Vienna, o in cui la natura è rappresentata come ostile e in contrasto con l'uomo, come ad esempio in Tempesta sulla costa, concessione alla moda ed al gusto del periodo e vedute topografiche con prospettiva a volo d'uccello come in Lago di Neusiedl (1764) e Il castello di Bruck (1765), in cui il punto di vista dell'osservatore è dall'alto di una collina.
Tra le sue opere vi sono anche dipinti rappresentanti diversi soggetti, come le cacce, ritratti di piccole dimensioni, rappresentazioni di animali, nature morte floreali e battaglie.
Eseguì inoltre incisioni di paesaggi.
Le sue opere rivelano l'influenza di Herman Saftleven II.

## Opere
- Paesaggio con rovine, 1741[4]
- Paesaggio con contadini e mandria, 1746[4]
- Paesaggio nei pressi del castello di Devín, alla confluenza della Morava nel Danubio, 1751-1756[1]
- Paesaggio con contadini e mucche, olio su tela, 150 x 119,5 cm, firmato, 1758[7]
- Heron Hunt in the Region of Laxenburg, 1758[1]
- Lago di Neusiedl, 1764[1]
- Il castello di Bruck, 1765[1]
- La battaglia di Hochkirch, 1766[4]
- La Josephiklause a Würnsdorf in Bassa Austria, olio su tela, 76,5 x 110,5 cm, firmato, con iscrizione, 1793[8]
- Paesaggio con il castello di Leiben in Bassa Austria, olio su tela, 77 x 110,5 cm, firmato, con iscrizione, 1794[9]
- Il Danubio presso Vienna[2]
- Tempesta sulla costa[2]